# The Platinum Collection (Sandra)
The Platinum Collection è una raccolta della cantante tedesca Sandra, pubblicata il 30 ottobre 2009 dall'etichetta discografica Virgin.
La raccolta è divisa in tre diversi dischi: i primi due contengono quaranta canzone della cantante, distribuite equamente in origine cronologico (il primo disco contiene le canzoni dal 1985, anno di debutto di Sandra, al 1992, il secondo le canzoni dal 1992 al 2009). Il terzo conteneva invece undici singoli già inclusi nei primi due dischi, ma qui inseriti in versione integrale, come quella inclusa nel loro album d'origine.

## Tracce
CD (Virgin 4573462 (EMI) / EAN 5099945734625)
CD11985-1992
1. (I'll Never Be) Maria Magdalena (Single Version) - 3:56 (Michael Cretu, Hubert Kemmler, Richard W. Palmer-James, Markus Löhr)
2. In the Heat of the Night (Single Version) - 4:00 (Michael Cretu, Hubert Kemmler, Markus Löhr, Klaus Hirschburger)
3. Little Girl - 3:08 (Michael Cretu, Hubert Kemmler, Markus Löhr, Klaus Hirschburger)
4. Sisters and Brothers - 3:21 (Michael Cretu, Richard W. Palmer-James)
5. Innocent Love (Single Version) - 3:48 (Müller, Hubert Kemmler, Ulrich Herter, Klaus Hirschburger)
6. Hi! Hi! Hi! (Single Version) - 3:30 (Michael Cretu, Hubert Kemmler, Klaus Hirschburger)
7. Loreen - 4:11 (Michael Cretu, Klaus Hirschburger, Peter)
8. Midnight Man (Single Version) - 3:02 (Michael Cretu, Hubert Kemmler, Klaus Hirschburger)
9. Everlasting Love - 3:41 (James Cason, Mac Gayden)
10. Stop for a Minute (Single Version) - 3:48 (Michael Cretu, Klaus Hirschburger)
11. Heaven Can Wait (Single Version) - 4:04 (Michael Cretu, Hubert Kemmler, Markus Löhr, Klaus Hirschburger)
12. Secret Land (Single Version) - 4:01 (Michael Cretu, Hubert Kemmler, Markus Löhr, Klaus Hirschburger, Gronau, Müller-Pi, Hoenig, Mats Björklund)
13. Celebrate Your Life - 3:25 (Hubert Kemmler, Klaus Hirschburger)
14. We'll Be Together (Single Remix) - 3:46 (Michael Cretu, Hubert Kemmler, Markus Löhr, Klaus Hirschburger, Sandra Cretu)
15. Around My Heart (Single Version) - 3:08 (Michael Cretu, Hubert Kemmler, Markus Löhr, Klaus Hirschburger, Sör Otto's, Peterson)
16. Hiroshima (Single Version) - 4:14 (David Morgan)
17. (Life May Be) A Big Insanity - 4:28 (Michael Cretu, Klaus Hirschburger)
18. One More Night (Single Version) - 3:40 (Michael Cretu, Klaus Hirschburger, Frank Peterson)
19. Lovelight in Your Eyes - 5:26 (Michael Cretu, Klaus Hirschburger)
20. Johnny Wanna Life (Single Remix) - 3:47 (Michael Cretu, Klaus Hirschburger, Frank Peterson)

CD21992-2009
1. Don't Be Aggressive (Radio Edit) - 4:22 (Michael Cretu, Klaus Hirschburger)
2. I Need Love (Radio Edit) - 3:18 (Michael Cretu, Klaus Hirschburger)
3. Steady Me - 3:54 (Peter Cornelius, Michael Cretu, Klaus Hirschburger)
4. Mirrored in Your Eyes - 3:23 (Peter Cornelius, Michael Cretu)
5. Maria Magdalena '93 - 4:02 (Michael Cretu, Hubert Kemmler, Richard W. Palmer-James, Markus Löhr)
6. Night in White Satin (Radio Edit) - 3:32 (Justin Hayward)
7. Won't Run Away - 4:11 (Klaus Hirschburger, Jens Gad)
8. Secret Land '99 (Ultra Violet Radio Edit) - 3:40 (Michael Cretu, Klaus Hirschburger, Gronau, Müller-Pi, Hoenig, Mats Björklund, Susanne Kemmler)
9. Forever - 3:44 (Peter Ries, Wolfgang Filz)
10. Such a Shame - 4:16 (Mark Hollis)
11. Forgive Me (Radio Edit) - 3:57 (Michael Cretu)
12. I Close My Eyes - 4:01 (Michael Cretu, Andy Jonas)
13. Secrets of Love (feat. DJ Bobo) - 3:17 (René Baumann, Axel Breitung)
14. The Way I Am - 3:28 (Andru Donalds, Jens Gad, Sandra Cretu)
15. What Is It About Me (Radio Edit) - 3:09 (Jens Gad, McKenzie, Sandra Cretu, Winston)
16. All You Zombies - 4:59 (Rob Hyman, Eric Bazilian)
17. In a Heartbeat - 3:36 (Toby Gad, Jim Dyke)
18. The Night Is Still Young (feat. Thomas Anders) - 3:19 (Toby Gad, Audrey Martells)
19. What If - 2:48 (Toby Gad, Jadyn Maria)
20. Tête à tête - 3:44 (Jens Gad, Sandra Lauer, Frabrice Cuidad)

CD3The Best 12" Versions
1. (I'll Never Be) Maria Magdalena (Extended Version) - 7:07
2. In the Heat of the Night (Extended Version) - 7:20
3. Little Girl (Extended Version) - 5:17
4. Innocent Love (Extended Version) - 6:42
5. Hi! Hi! Hi! (Extended Version) - 6:09
6. Midnight Man (Extended Version) - 5:25
7. Everlasting Love (Extended Version) - 7:16
8. Stop for a Minute (Extended Version) - 6:17
9. Heaven Can Wait (Extended Version) - 7:36
10. Secret Land (Reverse Mix) - 6:30
11. Everlasting Love (PWL 12" Remix) - 7:41